# Wilma (película)
Wilma es una película de drama, biográfica y deporte de 1977, dirigida por Bud Greenspan, que a su vez la escribió, musicalizada por Irwin Bazelon, en la fotografía estuvo Arthur J. Ornitz y los protagonistas son Shirley Jo Finney, Cicely Tyson y Jason Bernard, entre otros. El filme fue realizado por Cappy Productions, se estrenó el 19 de diciembre de 1977.

## Sinopsis
Cuenta la historia de la velocista de pista de Estados Unidos, Wilma Rudolph, quien venció las limitaciones de su cuerpo para obtener tres medallas de oro en los Juegos Olímpicos de 1960.